# Кинг, Чарльз (спортсмен)
Чарльз М. Кинг (англ. Charles M. King, 10 декабря 1880, Сенатобия, Миссисипи — 19 февраля 1958, Форт-Уэрт) — американский легкоатлет, двукратный серебряный призёр летних Олимпийских игр 1904.
На Играх 1904 в Сент-Луисе Кинг участвовал в прыжке в длину и тройном прыжке (оба — с места). В обеих дисциплинах он занимал второе место с результатами 3,27 м и 10,16 м соответственно, выиграв в итоге две серебряные медали.